# Chicorée frisée
Variété
Classification phylogénétique
La chicorée frisée est une salade couramment cultivée. Sur le plan botanique, c'est une variété de la chicorée endive dont il existe de nombreuses variétés. C'est une salade qui se cultive principalement en été et en automne.
Nom scientifique : Cichorium endivia var. crispum, famille des Asteraceae.
Noms vernaculaires : frisée, endive à fines côtes...

## Description
Plante à nombreuses feuilles vertes découpées et frisées, disposées en rosette étalée.
Saveur légèrement amère.

## Variétés
En 2023, 44 variétés sont inscrites au Catalogue français dont
- Fine de Louviers,
- De Meaux,
- D'hiver de Provence,
- Gloire de l'exposition
- Grosse pommant seule,
- Grosse pancalière,
- Très fine maraîchère 3,
- Chicorée frisée wallonne|Wallonne,
- et de nombreuses variétés améliorées plus récentes comme Beauty, Glory, Mistral, Ophely, etc.[1].

## Galerie

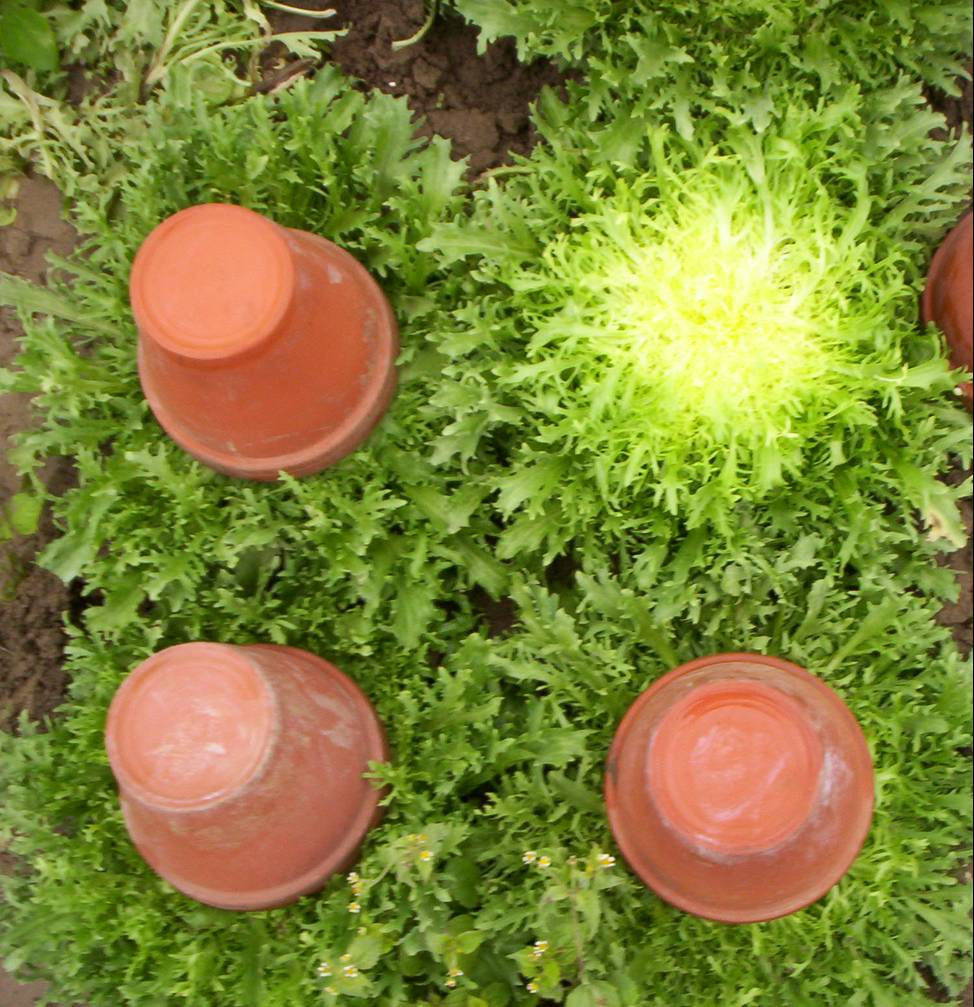
Chicorée frisée fine, accompagnée de son pot de blanchiment.
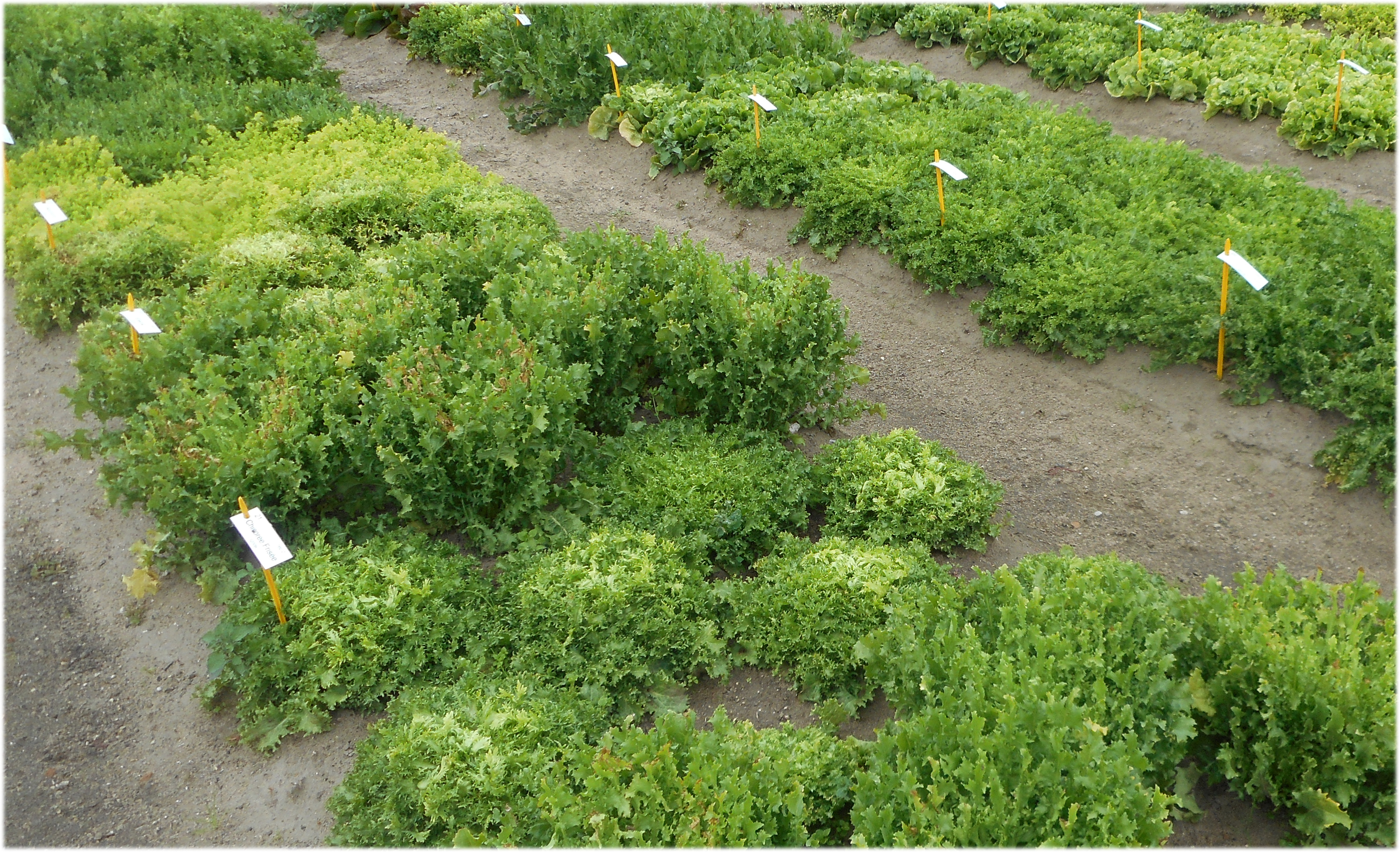
Diverses variétés de chicorées frisées en Anjou.